# ᴥ
Cette page contient des caractères spéciaux ou non latins. S’ils s’affichent mal (▯, ?, etc.), consultez la page d’aide Unicode.
Ne doit pas être avec la lettre arabe ʿayn ‹ ع ›, la lettre hébreu ʿayin ‹ ע ›, la lettre phénicienne ʿayin ‹ 𐤏 ›.
ᴥ (uniquement en minuscule), appelé ʿayn ou ʿaïn, est une lettre additionnelle de l’alphabet latin qui est utilisée dans l'alphabet phonétique ouralien.

## Utilisation
La lettre en exposant ᵜ et sa forme suscrite à une lettre ont été utilisés par François Mesgnien dans le Thesaurus linguarum orientalium en 3 volumes publié en 1680.
Dans l’alphabet phonétique ouralien, ʿayn ‹ ᴥ › est un symbole utilisé pour représenter une consonne occlusive laryngale notamment par Eliel Lagercrantz dans le dictionnaire same Lappischer Wortschatz publié en 1939. Lagercrantz la décrit comme une lettre arabe, celle-ci ayant la forme médiane de la lettre arabe ʿayn ‹ ـعـ ›. Dans Lappischer Wortschatz publié en 1939, le centre de la lettre est rempli, mais dans « Synopsis des Lappischen » publié en 1941, le centre de la lettre est vide comme la forme médiane de la lettre arabe.

## Représentations informatiques
Le ʿayn peut être représenté avec les caractères Unicode (Extensions phonétiques) suivants :
| formes    | représentations | chaînes de caractères | points de code | descriptions                       |
| --------- | --------------- | --------------------- | -------------- | ---------------------------------- |
| minuscule | ᴥ               | ᴥ                     | U+1D25         | lettre minuscule latine ʿaïn       |
| exposant  | ᵜ               | ᵜ                     | U+1D5C         | lettre modificative minuscule ʿaïn |